# Либије Север
Либије Север (око 420 — 15. август 465) је био цар Западног римског царства од 461. до 465. године. На положај цара га је, после Мајоријанове смрти, уздигао Рицимер у новембру 461. године. Ипак, византијски цар Лав I је одбио да га призна.
Изузев да је кован новац са његовим ликом, мало је поузадних података о њему. Либије Север био је цар углавном по имену, док се права моћ налазила у рукама заповедника војске, романизованог Германина, Рицимера. Либија Севера извори описију као побожног човека.